# (28949) 2000 WV100
(28949) 2000 WV100 es un asteroide perteneciente al cinturón de asteroides, descubierto el 21 de noviembre de 2000 por el equipo del Lincoln Near-Earth Asteroid Research desde el Laboratorio Lincoln, Socorro, Nuevo México.

## Designación y nombre
Designado provisionalmente como 2000 WV100.

## Características orbitales
2000 WV100 está situado a una distancia media del Sol de 3,183 ua, pudiendo alejarse hasta 3,419 ua y acercarse hasta 2,947 ua. Su excentricidad es 0,074 y la inclinación orbital 17,14 grados. Emplea 2074,57 días en completar una órbita alrededor del Sol.

## Características físicas
La magnitud absoluta de 2000 WV100 es 12,9. Tiene 14,782 km de diámetro y su albedo se estima en 0,067.